# Roxelane (Fernsehserie)
Roxelane (ukrainisch: Роксолана) ist eine von 1996 bis 2003 produzierte ukrainische Fernsehserie, über die historische Frau Roxelane, die als Sklavin in den Besitz des osmanischen Sultan Süleyman I. (reg. 1520–1566) gelangt und von seiner Konkubine zur Ehefrau und Herrscherin über das Weltreich aufsteigt. Die Hauptrolle der Roxelane spielte Olha Sumska. Die Serie umfasst drei Staffeln. Regie führte Boris Nebieridze.

## Handlung

### Staffel 1
Rohatyn im Westen der Ukraine im Jahr 1520. Die bildschöne Priestertochter Nastunja Lisowska, genannt Nastija, freut sich auf ihre bevorstehende Hochzeit mit dem reichen Händlersohn Stephan, bis eine Wahrsagerin ihr eine unheilvolle Prophezeiung macht. Am nächsten Tag werden das Dorf und die Hochzeitgegesellschaft von Krimtataren überfallen und zahlreiche Bewohner – darunter Nastija und Stephan – gefangen genommen und in Richtung des Krim-Khanats verschleppt. Während Stephan wenig später die Flucht gelingt, bleibt Nastija in den Händen der Tataren gefangen und wird schließlich an die Sklavenhändler Ibrahim und Andronik verkauft, die sie auf die Krim in die Schwarzmeer-Hafenstadt Kaffa bringen. Dort wird Nastija in der Sklavinnenschule des Händlers Safar auf ihre Rolle als künftige Haremssklavin vorbereitet werden soll, ehe man sie nach Istanbul verschiffen wird. Stephans scheitert bei dem Versuch seine Verlobte rechtzeitig zu befreien. In Istanbul wird Nastija auf dem Avret-Bazar, dem Frauen-Sklavenmarkt, zum Verkauf angeboten, wo sie das Interesse von Ayşe Hafsa Sultan, der Mutter des neuen Sultan Süleyman I. erregt und für den Harem des Sultans gekauft wird. Im Harem trifft Nastija schon bald auf Sultan Süleyman, der sich zu der ebenso schönen wie klugen Sklavin hingezogen fühlt. Doch Nastija weigert sich, sich ihm hinzugeben, da sie mit keinem Mann schlafen könne, den sie nicht liebe. Als Nastija erfährt, dass Stephan noch immer nach ihr sucht, nimmt sie den Rat an, den Sultan zu bezirzen, damit dieser ihre Wünsche erfüllt – er soll ihr gestatten, das Kloster Athos zu besuchen, was er auch tut. Doch als Nastija dort endlich wieder mit Stephan zusammentrifft, lehnt sie es ab mit ihm zu gehen und kehrt zu Süleyman zurück, wo ihr Einfluss im Harem steigt.

## Produktion

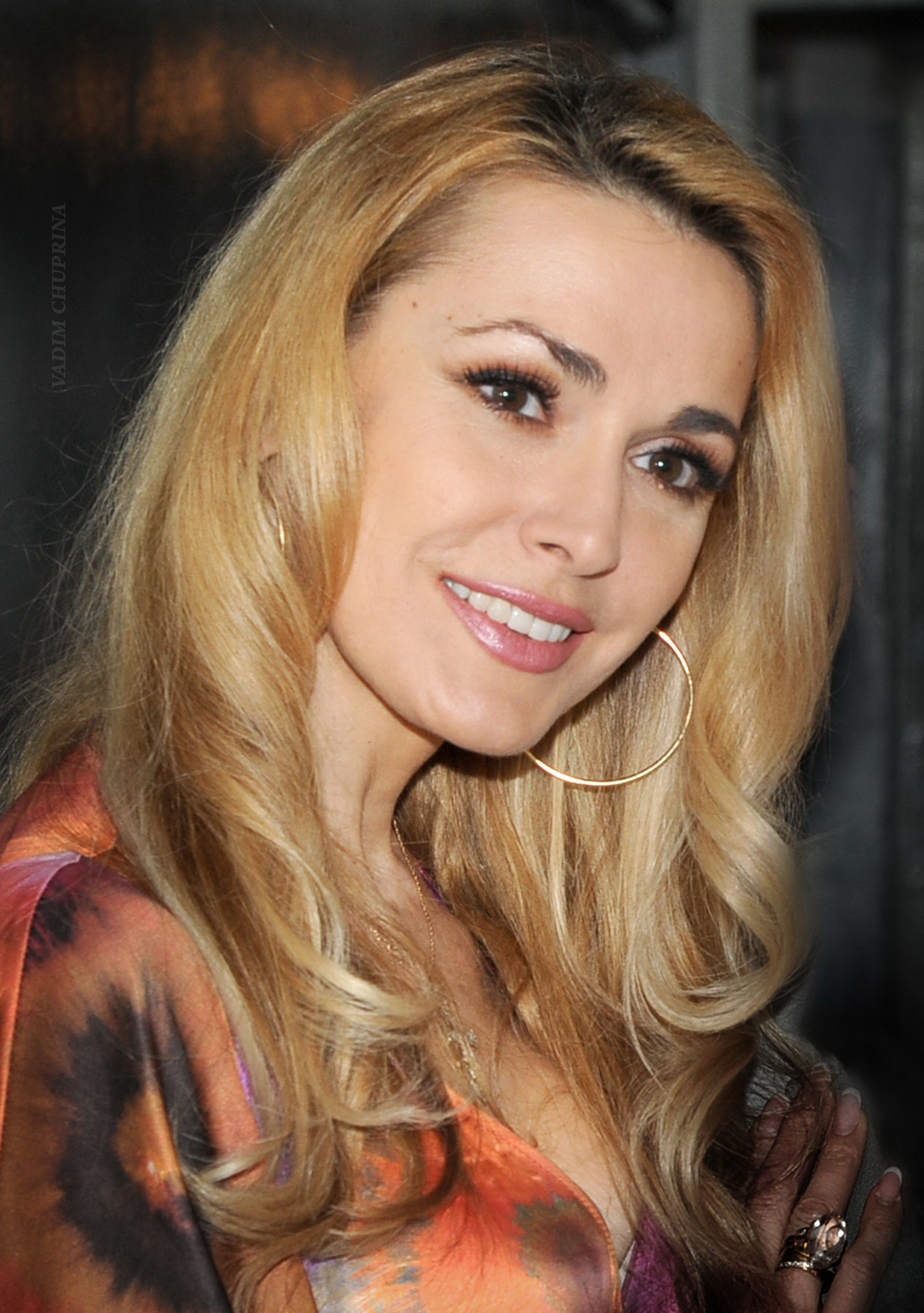
Hauptdarstellerin Olha Sumska.

Die Dreharbeiten zu den Staffeln 1 "Nastunja" (Настуня) und 2 "Die Lieblingsfrau des Kalifen" (Улюблена дружина халіфа) fanden in den Jahren 1996–1997 statt. Die Dreharbeiten zu Staffel 3 "Herrscherin des Reiches" (Володарка імперії) begannen 1999 im Filmstudio von Jalta. Aufgrund finanzieller Verzögerungen wurde die Produktion von Staffel 3 erst 2003 abgeschlossen. Die erste Staffel umfasst 12, die zweite 14 und die dritte Staffel 24 Episoden.

## Kritiken
Die erste Staffel der Fernsehserie erhielt von ukrainischen Filmkritikern überwiegend negative Kritiken.
"Mich hat der Primitivismus, der im ersten Teil der Serie gezeigt wurde, sehr gestört. Ich glaube nicht, dass sich die Situation in der Fortsetzung dramatisch ändern wird. Sie werden wieder eine Seifenoper mit ukrainischem Einschlag drehen." – Tatjana Polischtschuk, 1999

## Episodenliste

### Staffel 1 – Nastunja
| Folge | Handlung |
| ----- | --- |
| 1     | Die Umgebung von Rohatyn, im Westen der heutigen Ukraine. Die junge, schöne Priestertochter Nastija empfängt in ihrem Dorf ihren Verlobten Stephan; am nächsten Tag soll das junge Paar heiraten. Die beiden lassen sich von einer Wahrsagerin die Zukunft sagen, die der glücklichen Nastija offenbart, dass ihr Ehemann reich und wohlhabend sein wird und sie zwei Kinder haben gebären wird. Nastja ist verwirrt und verängstigt, als die Wahrsagerin ihr ebenso offenbart, dass sie zwei Hochzeiten, aber nur einen Ehemann haben wird und ebenso ein Weg des Schmerzes und der Trauer vor ihr liegen wird. Am nächsten Tag werden das Dorf und der Hochzeitszug von Krimtataren überfallen, viele der Bewohner getötet und andere verschleppt, unter ihnen auch Nastija und Stephan. |
| 2     | Die Krimtataren haben bei ihrem Überfall dutzende Gefangene genommen – unter ihnen Nastija und Stephan – und treiben diese aus dem Westen der Ukraine in Richtung des Krim-Khanats, wobei sie nach Geschlechtern aufgeteilt werden. Eines Nachts gelingt es Stephan und den anderen Männern sich zu befreien. Sie stellen sich den Krimtataren zum Kampf und schaffen es mit Unterstützung auftauchender Kosaken zahlreiche ihrer Peiniger zu überwinden, die Tataren ihrerseits Verstärkung bekommen. Während Stephan und einige andere Gefangene sich in Sicherheit bringen können, misslingt Nastija die Flucht. Sie wird an die beiden Türken Ibrahim und Andronik verkauft, die beschließen sie zur Ausbildung auf eine Sklavinnenschule in der Krim-Hafenstadt Kaffa zu schicken. Stephan sucht Hilfe in einem Kloster, die ihm anbieten, nach Kaffa zu gehen, um dort Nastija zu finden und auszulösen. |
| 3     | Andronik und Ibrahim bringen Nastija nach Kaffa in das Anwesen von Safar, der dort eine Schule für Sklavinnen und angehende Odalisken unterhält. Safar erkennt das Potenzial eines Verkaufs von Nastija und entscheidet für ein Drittel des späteren Verkaufspreises Nastija ohne weitere Kosten für Andronik und Ibrahim aufzunehmen. Die anderen Sklavenmädchen im Anwesen beginnen sich um Nastija zu kümmern. Sie beginnt ihre Ausbildung und erhält Unterricht in Sprachen, Musik, Tanz, islamischer Religions- und Gesellschaftslehre und dem Umgang mit Männern. Über einen Mittelsmann gelingt es Stephan Kontakt zu einem Lehrer in der Schule aufzunehmen – einem Italiener namens Ricci – der anbietet Nastija aus der Schule zu entführen. |
| 4     | In Kaffa scheitert Riccis Versuch Nastija aus Safars Anwesen zu entführen, doch bleiben beide unentdeckt. Im Osmanischen Reich stirbt Sultan Selim I., der kurz vor seinem Tod seinem Sohn und Nachfolger Süleyman I. einschärft, niemals eine Frau herrschen zu lassen. Nachdem Süleyman I. den Thron des Osmanischen Reiches bestiegen hat, steigen die Preise für Sklavinnen, da in seinen Harem neue Mädchen aufgenommen werden sollen. Safar beschließt seine Sklavinnen mit dem Schiff nach Istanbul auf den Markt zu bringen. Als Nastijas Besitzer Andronik und Ibrahim zustimmen, wird auch sie mit auf die Reise geschickt. Auf der Fahrt kreuzt das Schiff den Weg des Korsaren Khair ad-Din Barbarossa, der zu Ehren von Süleymans Thronbesteigung sich entschlossen hat für zehn Tage keine Schiffe zu plündern. Safars Schiff kann die Reise ohne Probleme fortsetzen. |
| 5     | Das Schiff hat Istanbul erreicht. Safars Sklavinnen werden auf dem Avret-Bazar, dem Frauenmarkt, verkauft. Nachdem Nastijas Freundin Clara von einem reichen Mann gekauft wird, betreten der neue osmanische Großwesir Ibrahim Pascha und Ayşe Hafsa Sultan, die Mutter des neuen Sultans, den Markt. Safar bietet ihr Nastija an, und Hafsa kauft sie und bringt sie in den Harem des Sultans. Stephan und Ricci reisen nach Istanbul. Nach drei Wochen im Harem begegnet Nastija – nun Roxelane Hürrem genannt – schließlich Sultan Süleyman, der sie in seine Gemächer ruft. Nastija weigert sich mit ihm zu schlafen und argumentiert dabei mit dem Koran. Süleyman fühlt sich von ihr einerseits brüskiert, andererseits angezogen, doch Nastija entzieht sich seinen Annäherungsversuchen. Obgleich die beiden nicht miteinander schlafen, steigt Nastija zu einer Khatun auf. Stephan und Ricci erfahren, dass Nastija in Süleymans Harem gelangt ist und nehmen Kontakt zu einem Mann namens Enever auf, der Zugang zum Sultanspalast hat. |
| 6     | Enever bekommt Zutritt zum Harem, wo er im Auftrag des Sultans als zum Islam konvertierter Christ Nastija überzeugen soll, ebenfalls zum Islam zu konvertieren. Gegenüber Nastija gibt er seinen Auftrag preis und drängt sie, den Sultan zu umgarnen, damit er ihre Wünsche erfüllt. Sie soll im Kloster Athos beten, in Wahrheit aber sich dort mit Stephan treffen. Nastija bezirzt Süleyman, der ihren Wunsch schließlich erfüllt. Doch als Nastija im Kloster Athos endlich wieder mit Stephan zusammentrifft, lehnt sie es ab mit ihm zu gehen und kehrt zu Süleyman zurück. |